# Liviu Gheorghe
Liviu Cosmin Gheorghe (sinh ngày 2 tháng 8 năm 1999) là một cầu thủ bóng đá người România thi đấu cho Dinamo București ở vị trí tiền vệ.